# Sara Teasdale
Sara Teasdale (Saint Louis, Missouri, 1884. augusztus 8. – New York, 1933. január 29.) amerikai költő. Leánykori neve Sarah Trevor Teasdale, melyet 1914-ben Sara Teasdale Filsinger-re változtatott a házassága után.

## Életrajz

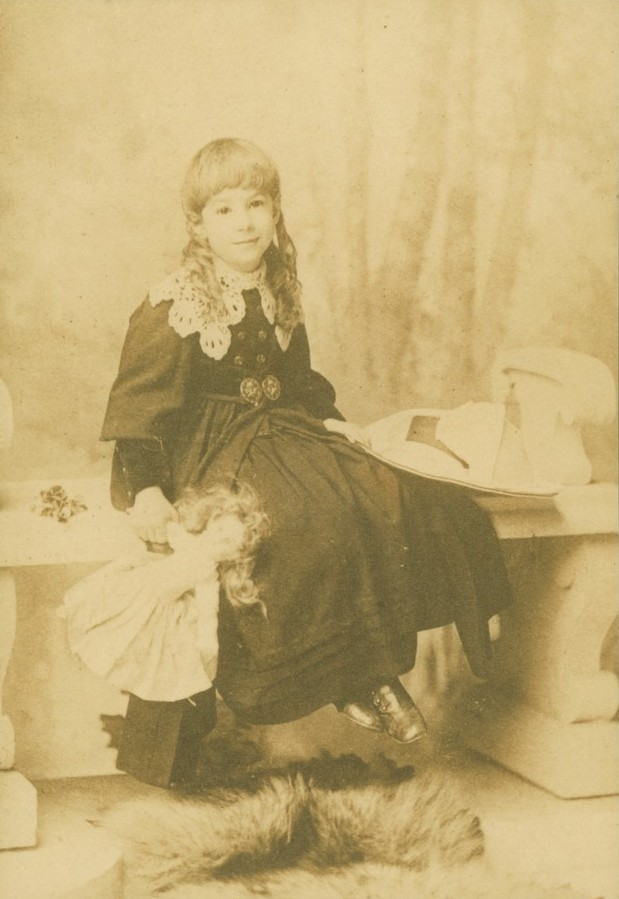
Teasdale gyermekkorában

Teasdale 1884. augusztus 8-án született. Gyenge egészségi állapota miatt 9 éves koráig magántanuló volt, majd csak 10 évesen kezdett el iskolába járni. 1898-ban Mary Institute nevű iskolában tanult, majd 1899-ben átíratták a Hosmer Hall-ra, ahol 1903-ban végzett. A Teasdale család eleinte a 3668 Lindell Blvd címen lakott, majd átköltöztek erre a címre: 38 Kingsbury Place in St. Louis, Missouri. Mind a két házat, amiben laktak, Sara édesanyja tervezte meg. A Kingsbury Place-en lévő ház második emeletén volt Sara saját lakosztálya.
1904 és 1907 között, Teasdale tagja volt a "The Potters" nevű művészcsoportnak, melyet Lillie Rose Ernst vezetett. A csoport fiatal húszas éveit élő női alkotókból állt. 
Teasdale első verse William Marion Reedy Reedy's Mirror nevű irodalmi folyóiratában jelent meg 1907-ben. Az első verseskötetét, a Sonnets to Duse and Other Poems, szintén 1907-ben adták ki.
Teasdale második kötete, Helen of Troy and Other Poems 1911-ben került kiadásra. Pozitív kritikákat kapott, melyekben dicsérték a költő készségeit és romantikus témaválasztását.
1911 és 1914 között több udvarlója is akadt, beleértve Vachel Lindsay költőt is, aki őszinte szerelmet érzett Sara iránt, viszont a hölgy ezt nem viszonozta, gondolván, hogy a férfi nem tudna neki biztos anyagi helyzetet teremteni. Majd később Ernst Filsinger-hez ment feleségül 1914. december 19-én. 
Teasdale harmadik verseskötete 1915-ben jelent meg Rivers to the Sea néven. Igazi bestseller volt és máig is az. 1916-ban férjével New York-ba költözött. 
1918-ban Pulitzer-díjat kapott az ő 1917-ben kiadott Love Songs verseskötetéért. 
Filsinger gyakran járt üzleti úton, ami miatt Teasdale egyre inkább csak magányosan és egyedül érezte magát. 1926-ban Teasdale három hónapra másik államba költözött, ahol a válását tervezte. Erről nem tájékoztatta férjét. Végül a válás után a korábbi New York-i lakhelyétől két háztömbre lévő lakásba költözött vissza. Vachel Lindsay-vel ismét kapcsolatba került, viszont ekkora már a férfinek családja volt.
1933-ban gyógyszer túladagolással öngyilkos lett.

## Teasdale öngyilkossága

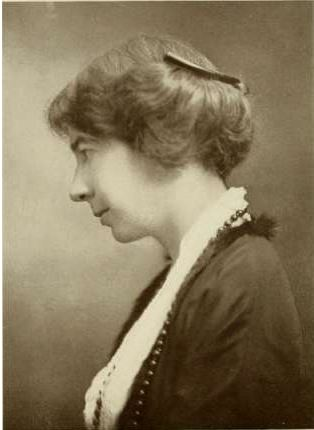
Sara Teasdale, 1914

Szóbeszédek úgy járják, hogy Teasdale öngyilkosságához köthető az általa írt "I Shall Not Care" című vers, mely egy búcsúlevélként is szolgálhat. Ennek oka többek között a nyomott, keserű hangvétele. A városi legendák szerint, a vers egy volt szerelmének íródott és bár Sara halálához fűzik, a mű 1915-ben került kiadásra a Rivers to the Sea verseskötetben, 18 évvel öngyilkossága előtt.

### I Shall Not Care
WHEN I am dead and over me bright April
Shakes out her rain-drenched hair,
Tho' you should lean above me broken-hearted,
I shall not care.
I shall have peace, as leafy trees are peaceful
When rain bends down the bough,
And I shall be more silent and cold-hearted
Than you are now.